# كريستين برونر
كريستين برونر (بالألمانية: Christine Brunner)‏ هي متسابقة على الجليد بمزلاجة نمساوية، ولدت في 25 سبتمبر 1959 في إنسبروك في النمسا.

## وصلات خارجية
- كريستين برونر على موقع أوليمبيديا (الإنجليزية)